# Menetia amaura
Menetia amaura là một loài thằn lằn trong họ Scincidae. Loài này được Storr mô tả khoa học đầu tiên năm 1978.

## Hình ảnh

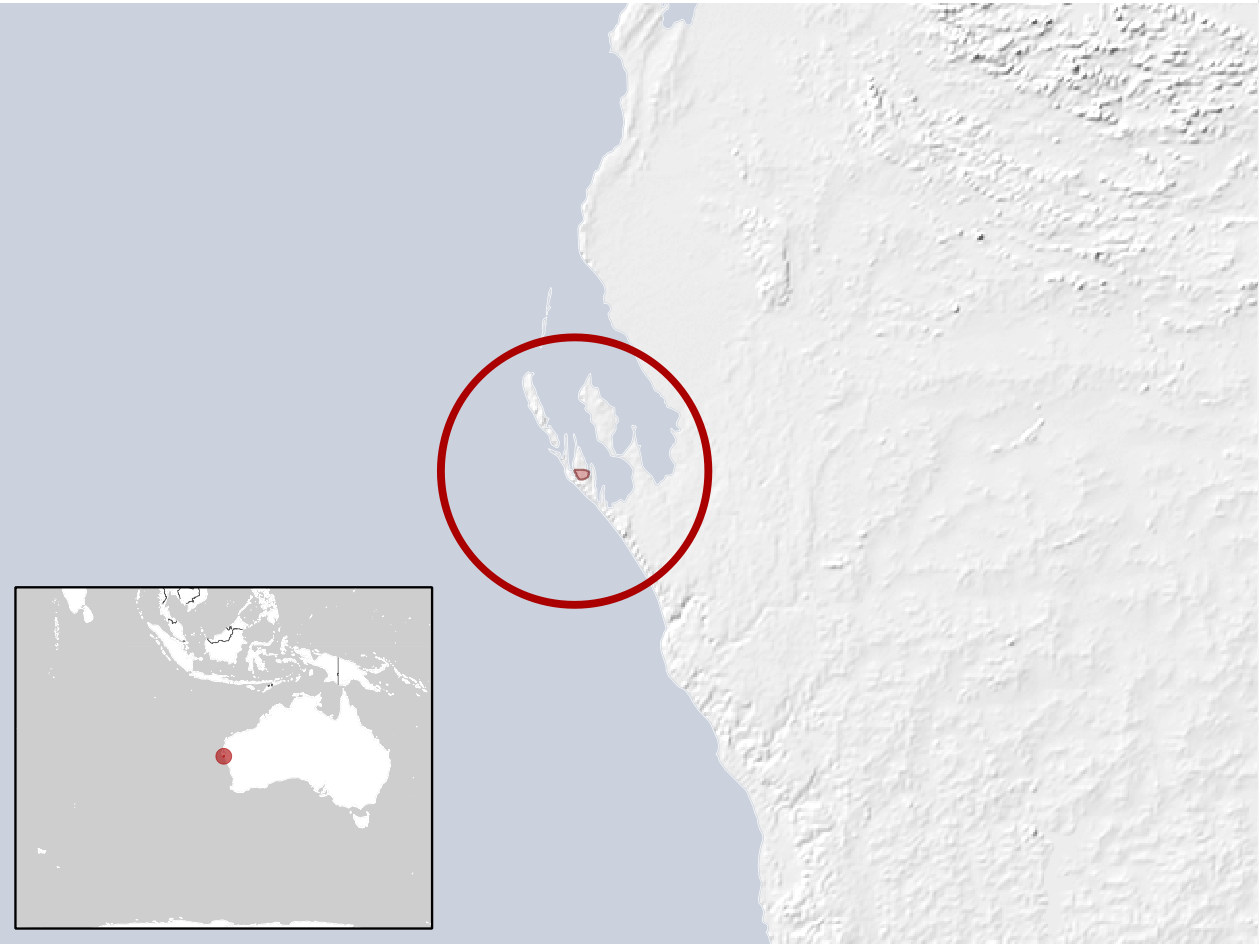